# نورا محمد (مبارزة)
نورا محمد (مواليد 5 مارس 1998) هي مبارزة مصرية، مثّلت مصر في أولمبياد ريو دي جانيرو 2016 وأولمبياد طوكيو 2020 وخرجت من دور الـ32 من منافسات المبارزة فرديًا بسيف الشيش في الدورتين.

## روابط خارجية
- نورا محمد على موقع الاتحاد الدولي للمبارزة (الإنجليزية)
- نورا محمد على موقع اللجنة الأولمبية الدولية (الإنجليزية)
- نورا محمد على موقع أوليمبيديا (الإنجليزية)